# The Blues Nightshift
The Blues Nightshift – album muzyczny toruńskiej grupy Nocna Zmiana Bluesa.
"The Blues Nightshift”, drugi  w historii zespołu album, to niemal wyłącznie klasyka bluesa. To zresztą była podstawa repertuaru grupy. Przyznać jednak trzeba, że interpretacje były ciekawe, a wykonanie na dobrym profesjonalnym poziomie. Nagrań dokonano w dn. 25 maja – 2 czerwca 1987 r. w Studiu Polskich Nagrań. Reżyser nagrania: Andrzej Lupa. Operator dźwięku: Maria Wojtulanis. Polskie Nagrania „Muza” 1987 (SX 2569).

## Spis utworów
Strona A
1. „Caldonia” (Louis Jordan) – 3:37
2. „My Babe” (Willie Dixon) – 3:00
3. „Got My Mojo Workin” (Muddy Waters) – 2:35
4. „Katarzyna Boogie” (Sławomir Wierzcholski) – 2:44
5. „St. James Infirmary” (Joe Primrose) – 5:05
6. „I Gets the Blues / When It Rains” (Big Bill Broonzy) – 2:35

Strona B
1. „Bourgeois Town” (Leadbelly) – 2:09
2. „Midnight Special” (Leadbelly) – 4:05
3. „Teeny, Weeny Bit” (Ian Whitcomb) – 2:55
4. „I Feel So Good” (Big Bill Broonzy) – 3:09
5. „Baby, Please Don't Go” (Big Joe Williams) – 3:17
6. „Flip, Flop and Fly” (Joe Turner) – 2:30

## W nagraniach uczestniczyli
- Sławomir Wierzcholski – śpiew, harmonijka (Hohner Marine Band Harp)
- Tomasz Kamiński – skrzypce, skrzypce slide, śpiew, tamburyn
- Wojciech Gembala – gitara, gitara slide
- Andrzej Bruner Gulczyński – kontrabas